# Михаїл (Хороший)
Михайло (в миру Федот Нечи́порович, або Никифорович Хороший; 10 липня 1885 — 18 травня 1977, Торонто) — митрополит Української православної церкви Канади.

## Життєпис
Народився він 10 липня 1885 року в селі Федорівці біля Олександрії в родині селян з козацьким корінням Нечипора Хорошого і Анастасії (до шлюбу Мазур).
16 грудня 1912 року 27-семирічний Федот Хороший, що до того часу вже закінчив дяківсько-дияконські курси та вищі диригентські курси у Свято-Михайлівському монастирі в Києві, прийняв дияконську хіротонію з рук єпископа Никодима. 1915 року вступив екстерном на 5-й курс Київської духовної семінарії. Після закінчення семінарії, він вступив до Київського університету, поєднуючи навчання з дияконським служінням у київських церквах.
24 квітня 1920 року єпископ Димитрій Вербицький рукоположив молодого диякона в сан священника. Пастирське служіння о. Федот почав у селі Тернівці на Черкащині.
Він став настоятелем кафедрального собору Різдва Богородиці в Черкасах, потім головою Черкаської Окружної Ради УАПЦ.
В квітні 1930 року засудили на 8 років таборів і вислали на каторжні роботи на Кольський півострів. Потім острів смерті Конд, Соловки, Ухта-Печорські табори. В 1937 року був звільнений з заслання.
Прихід німців у 1941 році застав о. Федота в Кіровограді. Він знову віддався праці для Церкви. Організував і очолив Вище Церковне Управління Кіровоградщини, став настоятелем парафії УАПЦ в Кіровограді. Коли стало питання потреби рукоположення нових ієрархів для відродженої УАПЦ, отець Федот був одним з логічних кандидатів.
12 травня 1942 року в Андріївському соборі у Києві відбулась єпископська хіротонія архимандрита Михаїла (таке ім'я отець Федот вибрав собі, приймаючи чернецтво). Його святителями були єпископи Никанор (Абрамович) та Ігор (Губа). Нововисвячений ієрарх був призначений на Кіровоградську єпархію. А уже в листопаді того ж року його було зведено у сан архієпископа.
З 1945 року осідком архієпископа Михаїла стало місто Мюнхен. І тут він розгорнув активну діяльність. Організував Церковне Управління, об'їжджав парафії в таборах переміщених осіб, посвячував споруджені храми, рукополагав священиків, заохочував навчання дітей релігії.
У 1948 році архієпископ Михаїл виїхав до Бельгії, де організував життя УАПЦ у цій країні та в Голландії і Люксембурзі.
В 1951 року виїхав на запрошення консисторії Української греко-православної церкви в Канаді на становище архієпископом Торонто та Східної Канади.
8 серпня 1951 року Собор УГПЦК обрав Предстоятелем Церкви митрополита Іларіона (Огієнка) з титулом митрополита Вінніпегу і всієї Канади, а владику Михайла (Хорошого) призначив архієпископом Торонто та Східної Канади.
Після смерті митрополита Іларіона в 1972 році владика Михаїл став першоієрархом УГПЦ в Канаді, прийнявши титул Митрополита Вінніпегу і всієї Канади.
Митрополит Михаїл став відомим богословом: автором тритомної «Світової епопеї» (у віршованій формі історія Старого й Нового Заповітів), «Псалтиря» на основі пояснень святих отців Церкви, «Пояснень трудних місць Євангелія від Івана», монографії «Духовний світ і душа людини», «Поширеного катехізму».
В пам'яті віруючих він відомий насамперед як молільник. Творив владика і як композитор: написав п'ять концертів, «Вечірню й Утреню», «Святу Літургію з чотирма херувимськими», ораторію на слова Тараса Шевченка «Муза» та інше.
Був нагороджений шевченківською медаллю, медаллю століття Канади, отримав почесний докторат права Українського вільного університету (УВУ) в Мюнхені, почесний докторат богословія колегії св. Андрея у Вінніпезі.